# Svetlana Masterkova
Svetlana Alexandrovna Masterkova (ryska:Светлана Александровна Мастеркова) född 17 januari 1968, Atjinsk, Ryska SFSR, Sovjetunionen, är en före detta rysk friidrottare (medeldistans) som dominerade medeldistansen under mitten av 1990-talet. Masterkova vann två olympiska guld vid OS 1996. Flera skador förstörde hennes karriär vilket gjorde att hon inte tävlade särskilt ofta vid mästerskapen. Masterkova har världsrekorden på 1 000 meter och hade det på den engelska milen med 4:12.56 från 1996 men blev av med till Sifan Hassan den 12 juli 2019 med 4.12.33 i Monaco Diamond League. 

## Personliga rekord
- 800 meter - 1:55,87
- 1 000 meter - 2:28,98 (Världsrekord)
- 1 500 meter - 3:56,77
- 1 engelsk mil - 4:12,56 (Världsrekord)